# Myrtille Bègue
Pour les articles homonymes, voir Bègue.
Myrtille Bègue, née le 6 février 1997 à Beauvais, est une biathlète française. 

## Biographie
En septembre 2015, elle intègre le Pôle France de Prémanon,
Elle termine ses études à Font-Romeu pour l'obtention d'un Bac ES et profite encore un peu de sa passion pour l'équitation.
Elle est la sœur du biathlète Aristide Bègue.

### Carrière sportive
Myrtille Bègue fait ses débuts en compétition internationale aux Championnats du monde jeunesse en 2016, remportant directement sa première médaille, en argent à l'individuel. En 2017, elle continue avec le succès, prenant le bronze aux Championnats du monde junior sur le sprint et l'argent aux Championnats d'Europe junior sur l'individuel.
Aux Championnats du monde junior 2018, elle est médaillée de bronze du sprint, puis de la poursuite, avant de remporter sa première médaille d'or de sa carrière sur le relais.
Elle arrête sa carrière en 2020.

## Palmarès

### Championnats d'Europe junior
- 2017
  -  Médaille d'argent de l’individuel

### Championnats du monde jeunesse
- 2016
  -  Médaille d'argent de l’individuel

### Championnats du monde junior
- 2017
  -  Médaille de bronze du sprint
- 2018
  -  Médaille d'or du relais
  -  Médaille de bronze du sprint
  -  Médaille de bronze de poursuite[5]